# 1419
- Wikisource

| Calendário gregoriano                                                        | 1419 MCDXIX                                          |
| Ab urbe condita                                                              | 2172                                                 |
| Calendário arménio                                                           | 868 – 869                                            |
| Calendário bahá'í                                                            | -425 – -424                                          |
| Calendário budista                                                           | 1963                                                 |
| Calendário chinês                                                            | 4115 – 4116 Início a 26 de janeiro (aproximadamente) |
| Calendário copta                                                             | 1135 – 1136                                          |
| Calendário etíope                                                            | 1411 – 1412                                          |
| Calendários hindus - Vikram Samvat - Calendário nacional indiano - Cáli Iuga | 1474 – 1475 1340 – 1341 4519 – 4520                  |
| Calendário Holoceno                                                          | 11419                                                |
| Calendário islâmico                                                          | 822 – 823                                            |
| Calendário judaico                                                           | 5179 – 5180                                          |
| Calendário persa                                                             | 797 – 798                                            |
| Calendário rúnico                                                            | 1669                                                 |
| Calendário solar tailandês                                                   | 1962                                                 |

1419 (MCDXIX na numeração romana) foi um ano comum do século XV do Calendário Juliano, da Era de Cristo, a sua letra dominical foi A (52 semanas), teve início a um domingo e terminou também a um domingo.
| Ano completo                    |
| ------------------------------- |
| Ano comum com início ao domingo |

## Eventos
- João Gonçalves Zarco e Tristão Vaz Teixeira descobrem a  ilha da Madeira, um ano depois de terem descoberto a ilha de Porto Santo.
- O sultão do Reino Nacérida de Granada Maomé VIII é destronado por um golpe de estado palaciano e substituído por Maomé IX.

## Nascimentos
- 10 de julho — Go-Hanazono, imperador do Japão  (m. 1471).

## Mortes
- 10 de fevereiro — Ulrich Ensingen, i um arquiteto alemão  (n. c. 1350).
- 5 de abril — São Vicente Ferrer, santo e clérigo natural de Valência  (n. 1350).
- 10 de setembro — João, duque da Borgonha, conde d'Artois, Flandres e Charolais  (n. 1371).
- 16 de agosto — Venceslau de Luxemburgo, rei da Boémia da casa de Luxemburgo  (n. 1361).